# Dierenpark Emmen
Dierenpark Emmen (Noorder Dierenpark) är ett stort zoo i Emmen i Drenthe i Nederländerna. Parken grundades 1935 och utvidgades och moderniserades på 1970-talet. Djuren visas i rymliga och naturligt utseende miljöer. Parken etablerades mitt i Emmens centrum, men flyttades senare till ett nytt område väster om orten.

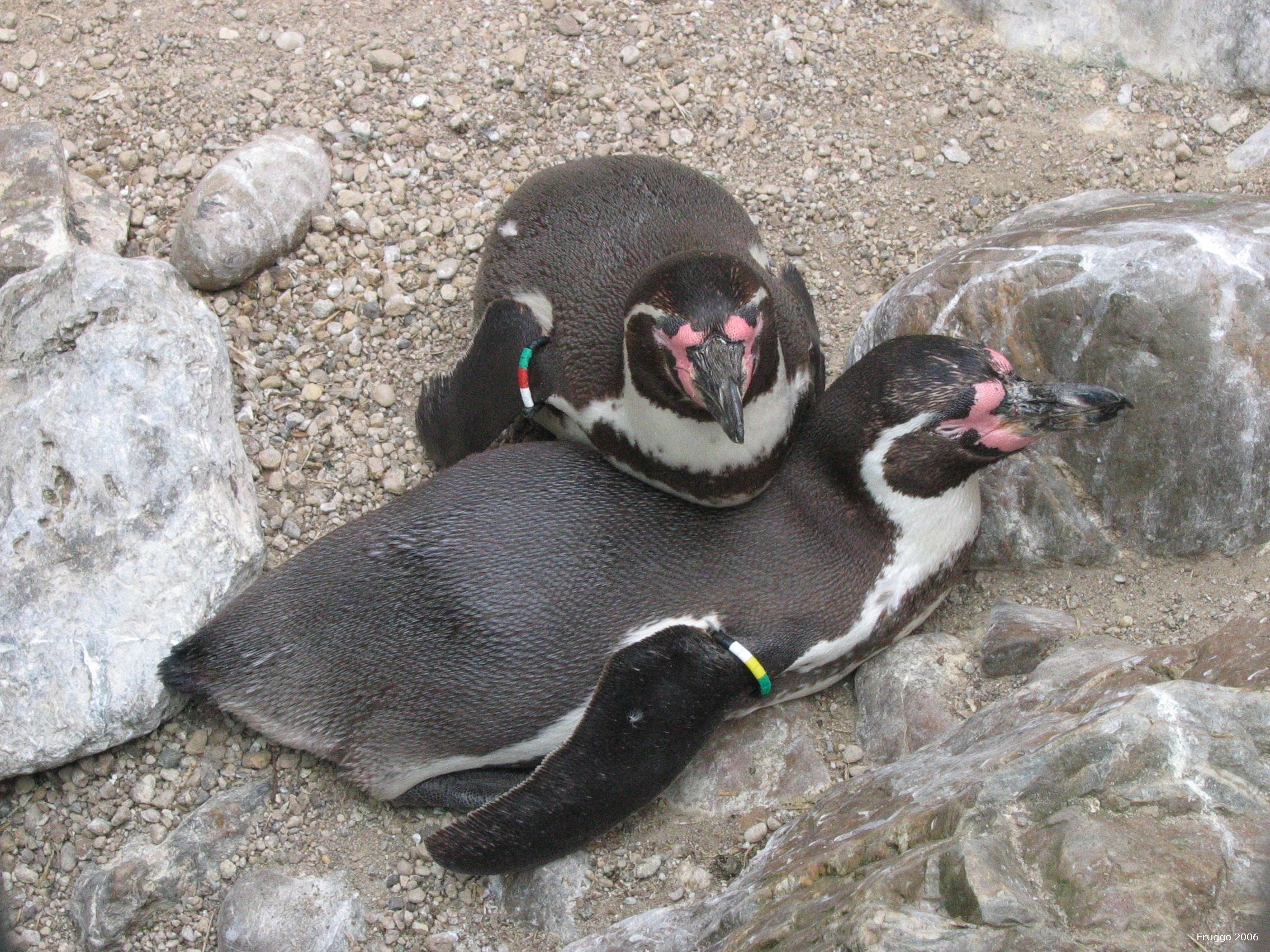
Humboldtpingviner.
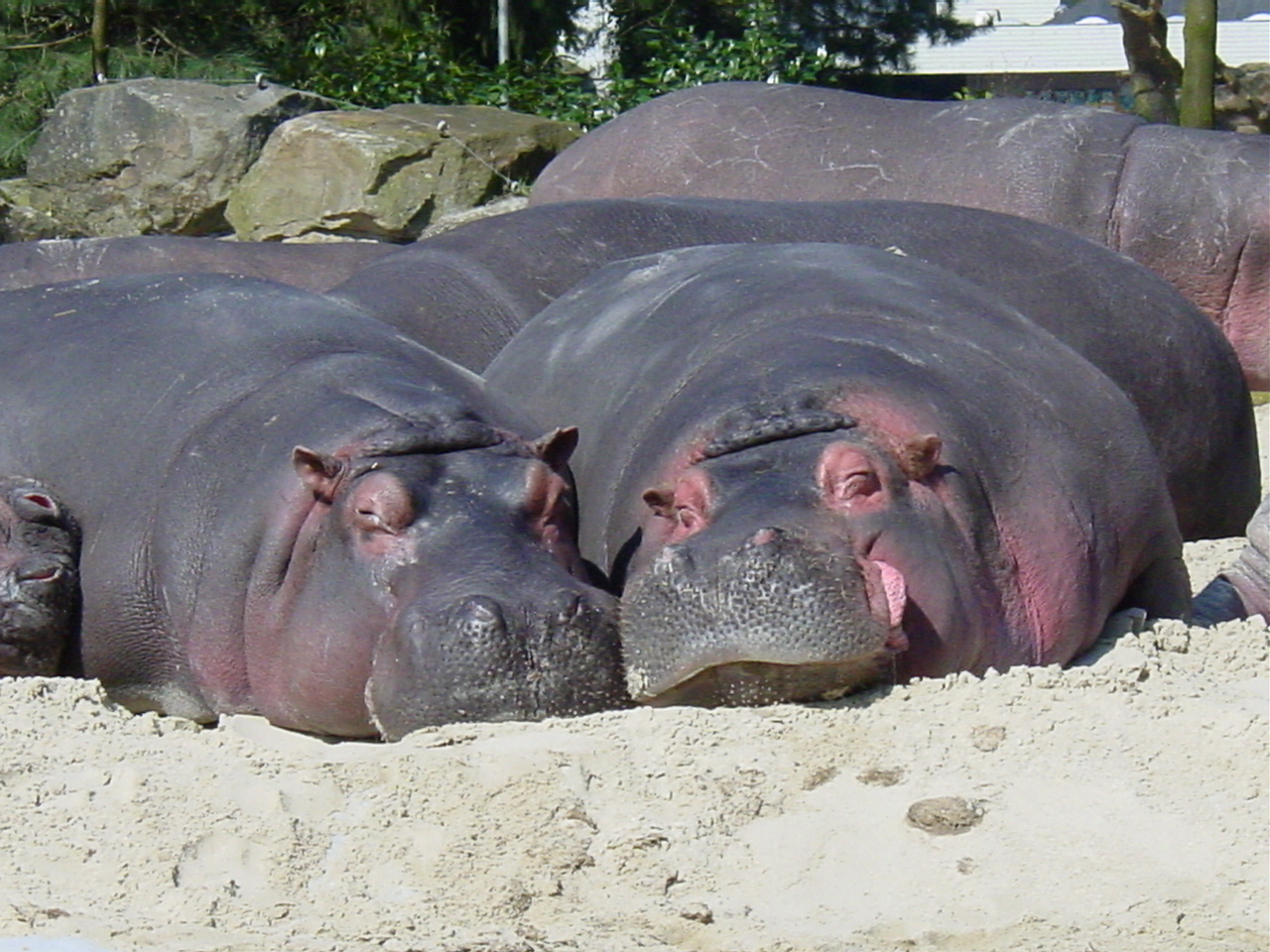
Flodhästar.
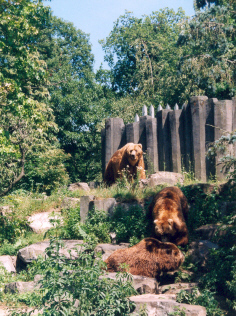
Kodiakbjörnar.